# Frank Knox

Frank Knox

William Franklin (Frank) Knox (Boston (Massachusetts), 1 januari 1874 - Washington D.C., 8 april 1944) was een Amerikaans politicus. 
In de Eerste Wereldoorlog was hij een voorstander van militaire deelname van de VS en zelf vocht hij als artillerie-officier in Frankrijk.
In 1930 werd hij publicist en deels eigenaar van de krant Chicago Daily News. Knox was in 1936 de kandidaat voor het vice-premierschap namens de Republikeinse Partij in de VS. Deze verkiezing verloor hij echter.
Toen de Tweede Wereldoorlog uitbrak, werd Knox in juli 1940 minister van de marine onder president Franklin D. Roosevelt. Hij volgde de richtlijnen van Roosevelt om de Amerikaanse marine uit te breiden, zodat er zowel in de Atlantische Oceaan als in de Grote Oceaan kon worden gevochten.
Na een reeks hartaanvallen, overleed Knox op 8 april 1944 op 70-jarige leeftijd in Washington D.C.
Daarna werd het marineschip USS Frank Knox naar hem genoemd. Zijn weduwe, Annie Reid Knox, richtte de Frank Knox Memorial Fellowships op, die studenten uit verschillende landen in staat moest stellen aan de universiteit Harvard af te studeren.